# Brantbrinks IP
Brantbrinks IP är en idrottsplats i Tullinge. 

## Fotboll
På Brantbrinks IP finns två fotbollsplaner, båda är konstgräsplaner varav en är nylagd (2015). Brantbrinks IP är hemmaplan för Tullinge TP FK Fotboll

## Ishockey
Brantbrinks IP har en Ishockeyhall som är hemmaplan för Tullinge TP Hockey

## Tennis
I Tullinge tennishall som ligger på Brantbrinks IP spelar Tullinge Tennisklubb

## Orientering, cykel och längdskidor

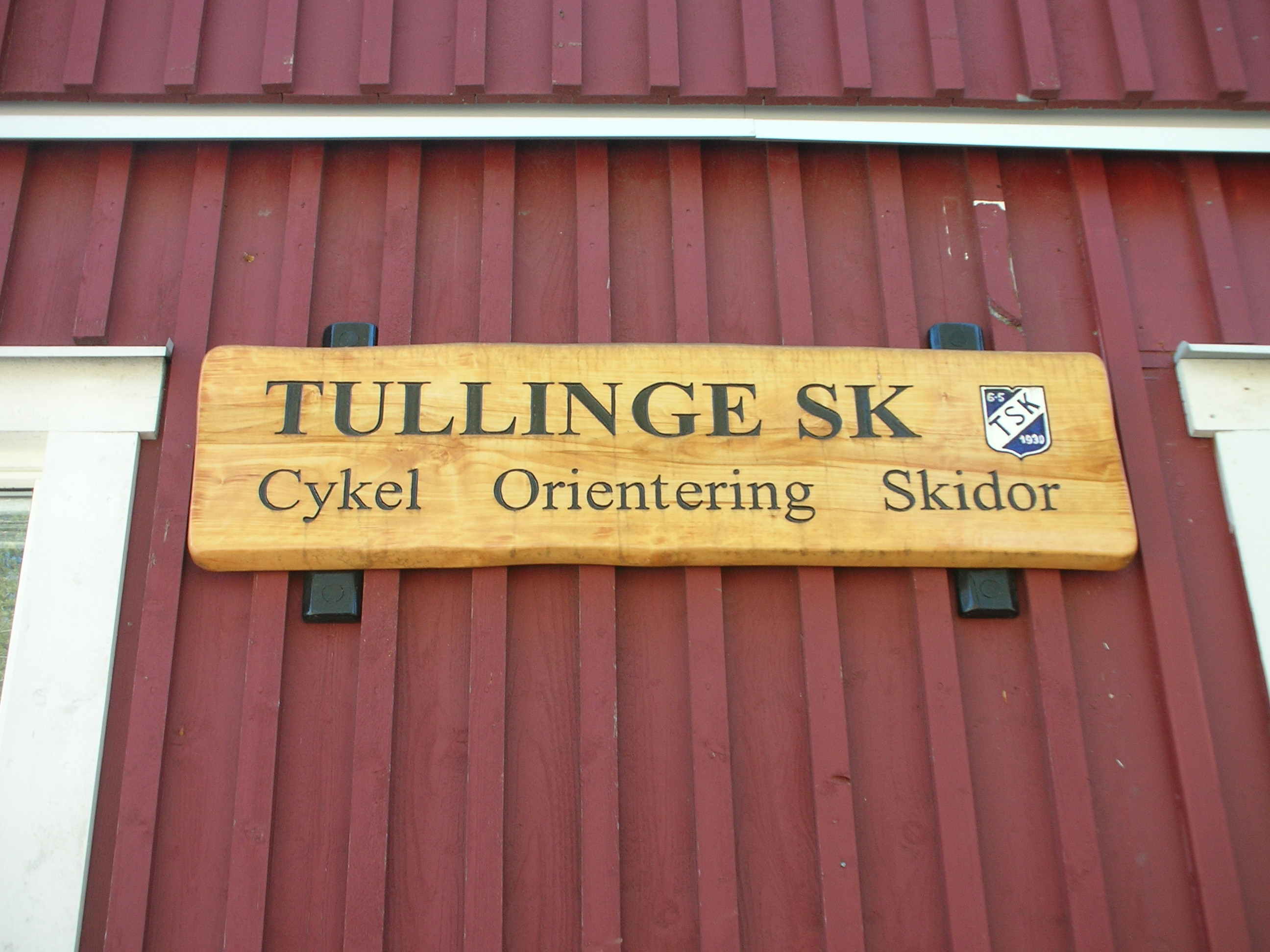
Tullinge SK skylt

Tullinge SK har sin klubbstuga på Brantbrinks IP. Tullinge SK bedriver verksamhet inom Orientering, MTB-cykling och Längdskidåkning
År 2011 byggde Tullinge SK tillsammans med Botkyrka Kommun en ny klubbstuga och delar av den gamla revs. 
Lida Loop mountainbike race passerar och har en vätskekontroll på Brantbrinks IP, bredvid Tullinge SK klubbstuga

## Motion och skidspår

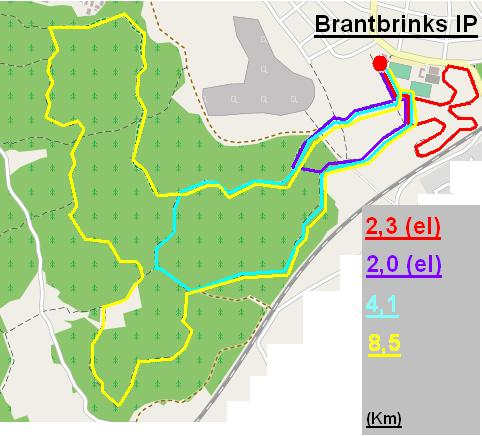
Spårkarta över Brantbrink

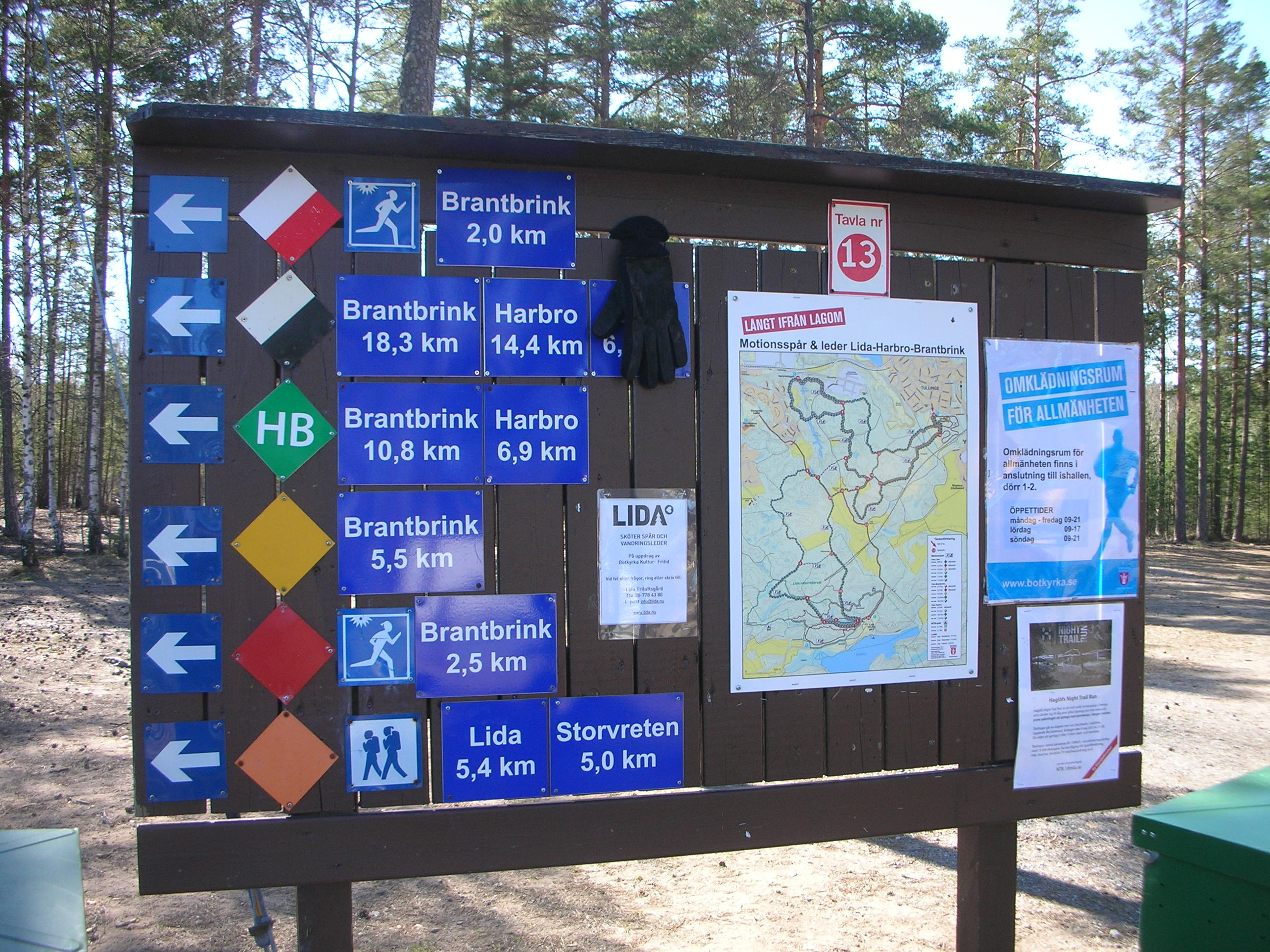
Motionsspår Brantbrink-skylt

Brantbrinks IP har motionsspår som går till Lida friluftsgård och Harbrostugan. På vintern prepareras dem till skidspår